# Greaves Motorsport
Pour l’article homonyme, voir Greaves.

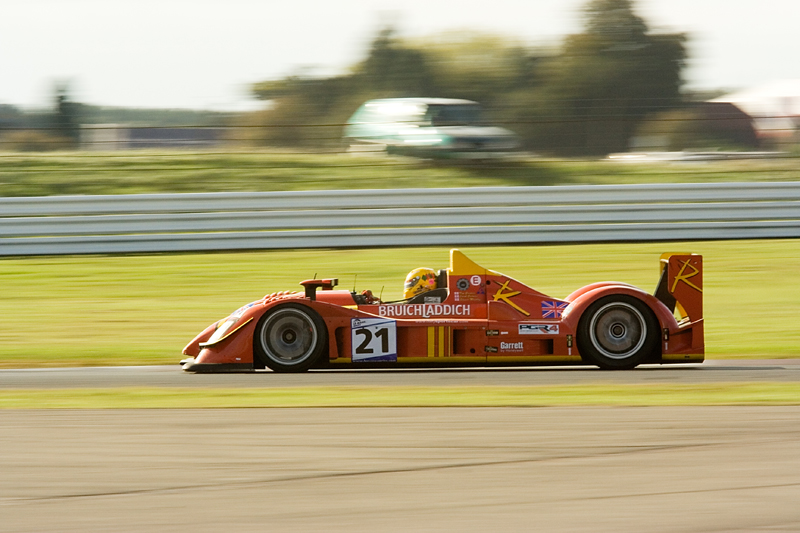
La Radical SR9 à Silverstone en 2007

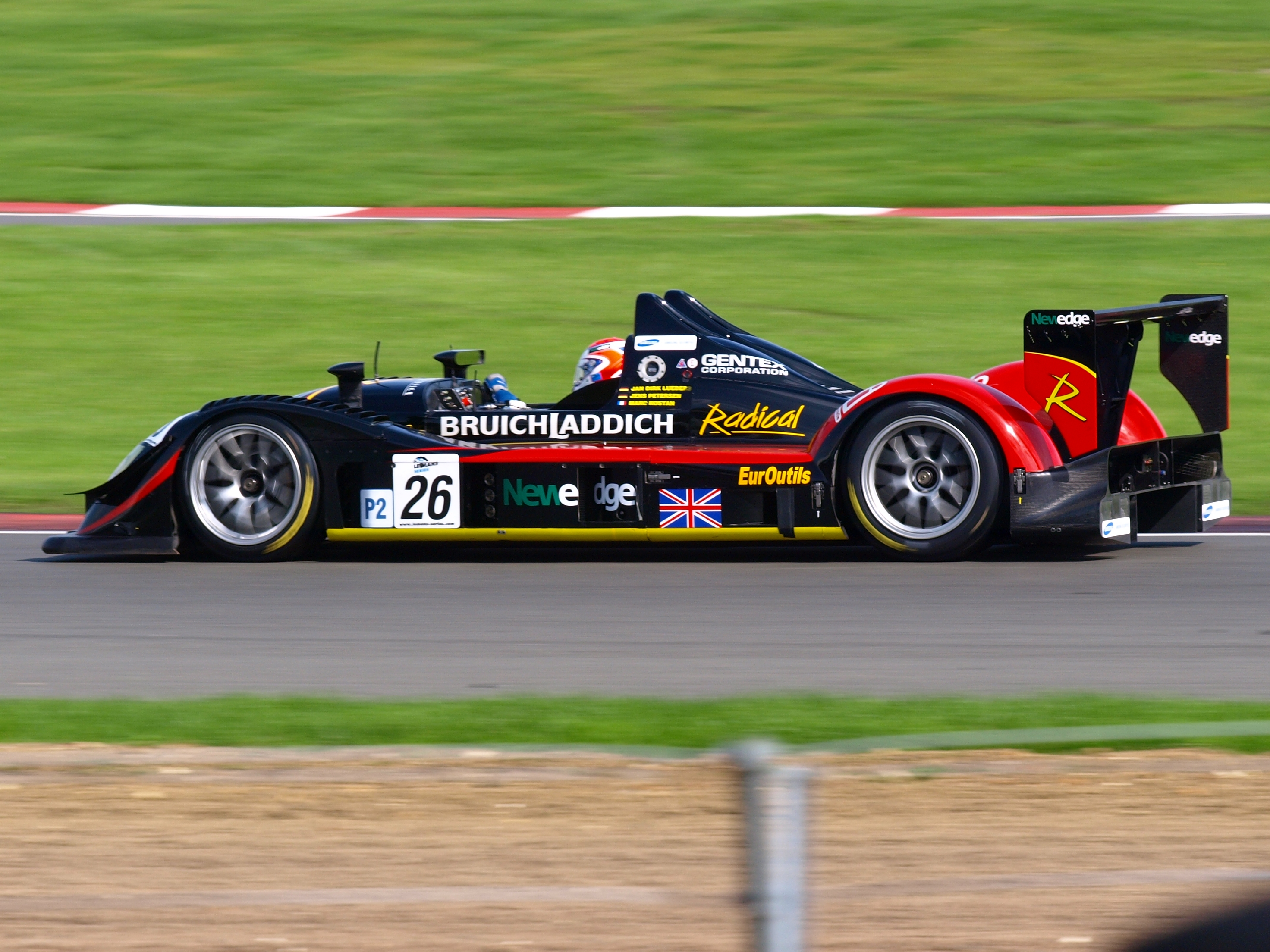
La Radical SR9 à Silverstone en 2008

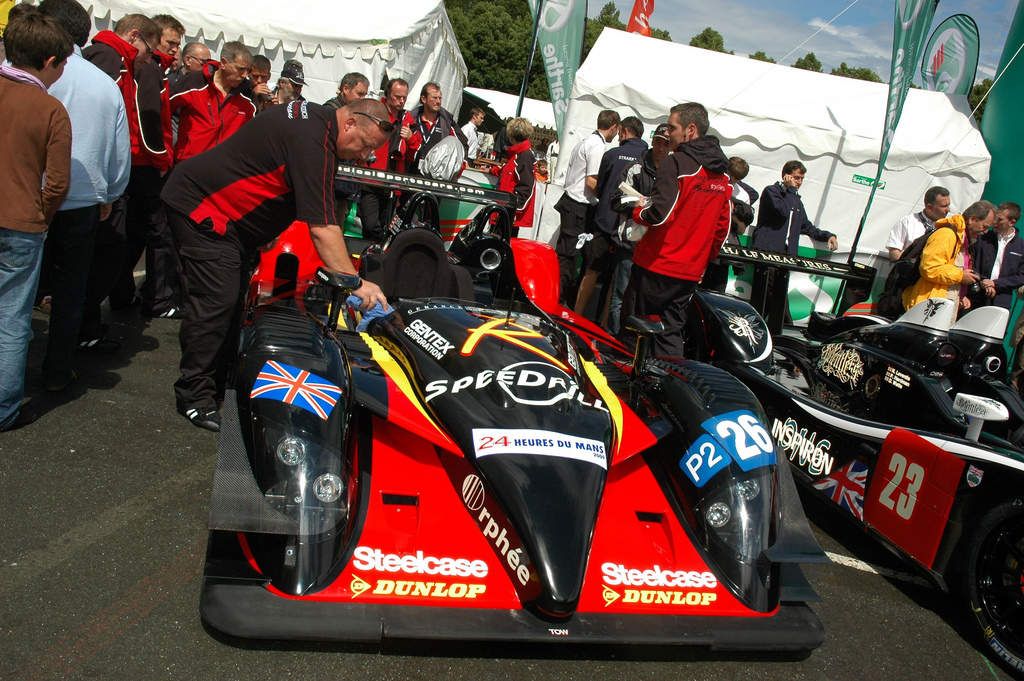
La Radical SR9 au Mans en 2009

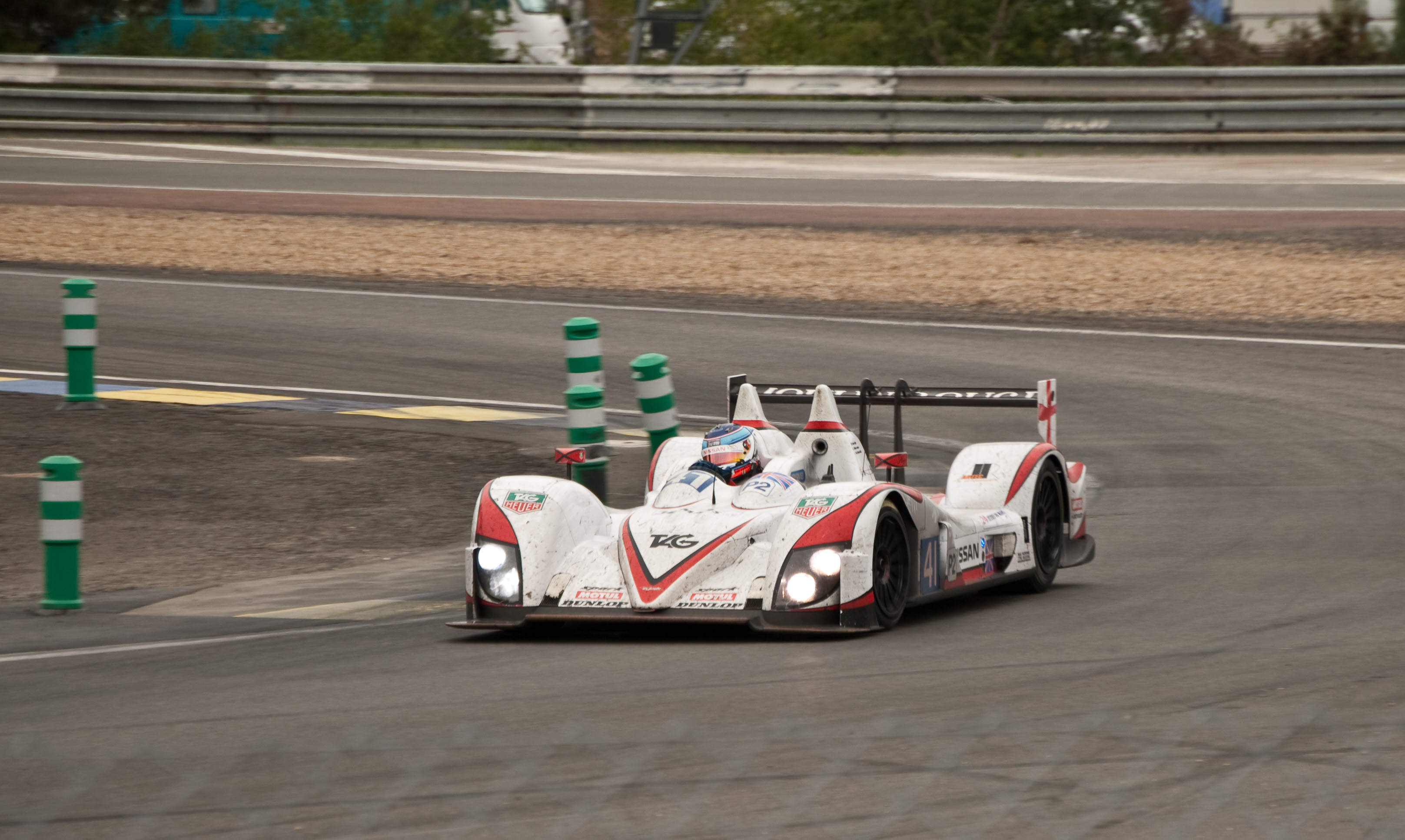
La Zytek 11SN au Mans en 2011

Greaves Motorsport, anciennement Team Bruichladdich, est une écurie britannique de sport automobile basée à Yaxley, à proximité de Peterborough et engagée dans le Championnat du monde d'endurance FIA et les Le Mans Series.

## Historique
Sponsorisée par la distillerie Bruichladdich depuis le début, l'écurie a porté le nom de Team Bruichladdich jusqu'à fin 2010. En raison de sa proximité géographique de l'usine Radical, elle était considérée comme l'écurie officielle du constructeur aux 24 Heures du Mans de 2006 à 2009 et utilisait en compétition une Radical SR9. Depuis 2010, le châssis utilisé est une Zytek Z11SN à moteur Nissan.
En 2012, Martin Brundle revient aux 24 Heures du Mans onze ans après sa dernière participation et vingt-deux ans après sa victoire de 1990, il fait alors équipe avec son fils Alex .

## Palmarès
- 24 Heures du Mans
  - Vainqueur de la catégorie LMP2 en 2011
- Le Mans Series / European Le Mans Series
  - Champion de la catégorie LMP2 en 2011
  - Victoire dans la catégorie LMP2 aux 6 Heures du Castellet, aux 6 Heures d'Imola et aux 6 Heures de Silverstone en 2011
  - Champion LMP2 European Le Mans Series 2015

## Pilotes
- Pierre Bruneau
- Gary Chalandon
- Ben Devlin
- Tim Greaves
- Jacob Greaves
- Gunnar Jeannette
- Tom Kimber-Smith
- Robin Liddell
- Olivier Lombard
- Jan-Dirk Leuders
- Stuart Moseley
- Karim Ojjeh
- Jens Petersen
- Marc Rostan
- Ricardo González